# Заркор
Заркор тадж. Заркор — село джамоата Дехмой, в Джаббар-Расуловском районе Согдийской области Таджикистана.
Село расположено в долине реки Сырдарья, у подножья горного массива Рухак, в 15 км к западу от Худжанда. До 29 марта 2012 года носило название Казнок. Действует общеобразовательная школа.